# Peperomia fagerlindii
Peperomia fagerlindii är en pepparväxtart som beskrevs av Truman George Yuncker. Peperomia fagerlindii ingår i släktet peperomior, och familjen pepparväxter. Inga underarter finns listade i Catalogue of Life.